# NII Holdings
NII Holdings est une entreprise de télécommunication américaine qui faisait partie de l'indice NASDAQ-100.

## Historique
En janvier 2015, AT&T acquiert les activités mexicaine de NII Holdings pour 1,875 milliard de dollars.